# کرمند
شهر کرمند (به مجاری: Körmend) در واش در کشور مجارستان واقع شده‌است. جمعیت این شهر ۱۲٫۱۸۶ نفر است.